# 张松 (足球运动员)
张松（1989年8月12日—），中国足球运动员，籍贯大连，现時效力于中甲球队福建骏豪。

## 球员生涯
- 张松是大连毅腾青训营培养出来的队员
- 2008年，随毅腾在烟台参加中甲
- 2009年，张松转会至中乙球队盘锦盟尊。
- 2010年，返回家乡大连，加盟了刚刚组建的大连阿尔滨。不过在大连阿尔滨中，张松没有获得太多的出场机会。
- 2011年，年初，大连阿尔滨俱乐部将张松租借至福建骏豪力菲克。
- 2012年，以永久转会的方式，加盟福建骏豪力菲克